# Codex Cairensis

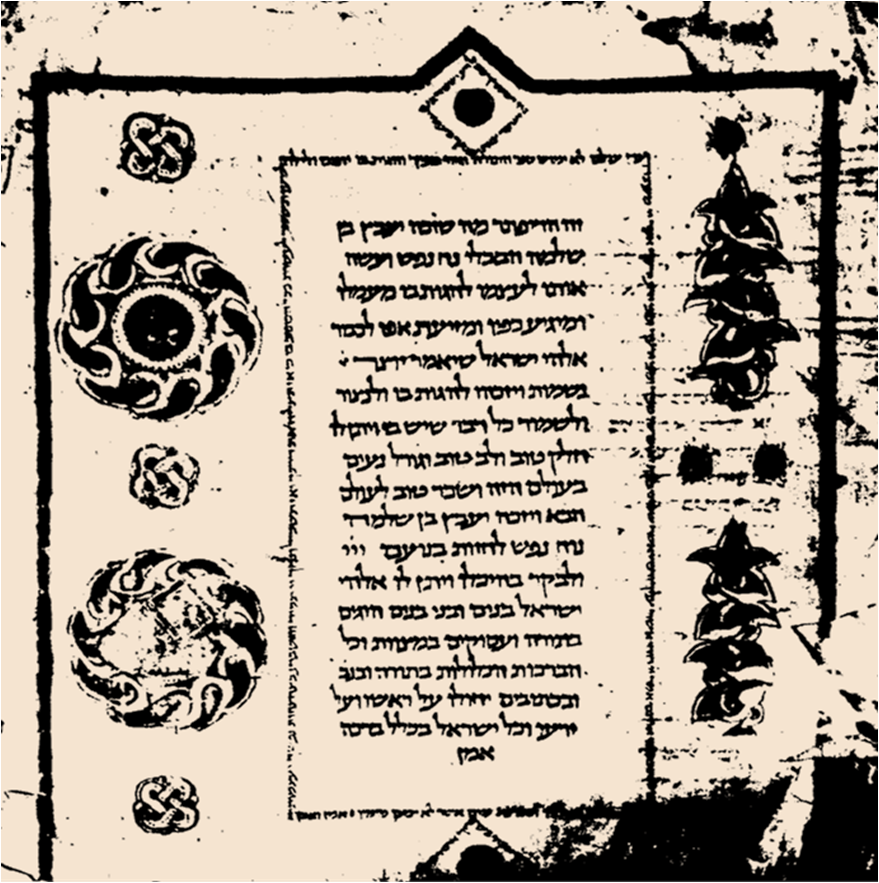
Una pagina del codice in lingua ebraica

Il Codex Cairensis (o Codex Prophetarum Cairensis, o Codice del Cairo dei Profeti) è il più antico manoscritto ebraico contenente il testo completo dei Profeti.
Stando alle indicazioni del colophon, è stato scritto da Moses ben Asher, padre del caposcuola masoreta Aronne ben Asher, a Tiberiade "alla fine dell'anno 827. Tuttavia, L. Lipschütz e altri hanno osservato che il manoscritto è più vicino alla scuola masoretica di Ben Naphtali che a quella dichiarata di Ben Asher.
Apparteneva alla comunità ebraica caraita del Cairo. Dopo alterne vicende storiche, è attualmente in possesso dell'Università Ebraica di Gerusalemme, dove è conservato.
Il Codice contiene il testo del Profeti, anteriori e posteriori, cioè Giusuè, Giudici, 1-2 Samuele, 1-2 Re, Isaia, Geremia, Ezechiele e i dodici Profeti Minori.